# 三益愛子
三益 愛子（みます あいこ、1910年（明治43年）11月2日 - 1982年（昭和57年）1月18日）は、日本の女優。戦後、母物映画で一世を風靡し、「母物映画女優」と呼ばれた。
本名：川口 愛子（かわぐち あいこ）、旧姓：乾（いぬい）。大阪府大阪市南区南炭屋町（現・中央区）の生まれ。夫は直木賞作家の川口松太郎。川口との間には三男一女があり、俳優の川口浩は長男にあたる。宝塚歌劇団24期生の紀川瑠璃子は実妹にあたる。

## 来歴・人物
1927年（昭和2年）に大阪府立阿倍野高等女学校を中退し、大阪の劇団『新潮劇』に加入。水町晴子の芸名で初舞台を踏んだ。
曾我廼家五九郎一座などへの出演を経て
1929年（昭和4年）に上京。1932年（昭和7年）には松竹専属となった榎本健一の劇団『ピエル・ブリヤント』に入りエノケンの相手役をつとめた。翌年には、古川緑波もいた松竹傘下の喜劇集団『笑いの王国』に招かれ、芸名を三益愛子に変えて看板女優となった。1934年（昭和9年）には太秦発声映画で映画初出演し、その翌年に東宝に入った。戦前は舞台だけでなく、映画でもコメディエンヌとして活動した。
1936年（昭和11年）に長男の浩を出産、当時は浩の父親である川口松太郎に妻子があったため、1951年（昭和26年）まで入籍しなかった。1942年（昭和17年）には芸能界を引退して家庭に入るものの、松太郎の勧めで1947年（昭和22年）に芸能界に復帰した。同年12月、松太郎が大映の専務取締役（制作担当）に就任すると共に大映に入社。
1948年（昭和23年）に映画『山猫令嬢』に女学生の母親役で主演。この役が大ヒットとなり、以降は悲劇の母を演じた「母もの」シリーズに10年間で33本もの主演を続けた。娘役を演じた三條美紀は、三益は自分の枕でなければ眠れないため、ロケに向かう際は枕を抱えていたと証言しており、三條もそれに倣うようになったという。
1956年（昭和31年）8月23日、ヴェネツィア国際映画祭に出席のためイタリアのヴェネツィアへ出発。同9月13日、日本に帰国した。当時はまだ海外渡航自由化の前で、貴重なイタリア訪問となった。
1959年（昭和34年）、菊田一夫の舞台『がめつい奴』で主役の「お鹿ばあさん」役を演じて、大ヒットとなる。上演日数270日、上演回数371回のロングラン記録を作った。この演技で芸術祭賞、テアトロン賞を受賞する。
1976年（昭和51年）、東映『横浜暗黒街 マシンガンの竜』で菅原文太の母親として親子でマシンガンを撃ちまくる麻薬強盗役を演じた。11月、紫綬褒章を受章した。
1982年（昭和57年）、東京女子医科大学病院で膵臓癌のため死去した。享年71。墓所は雑司ヶ谷霊園。

## 主な出演

### 映画
- 爆笑王キング万歳（1934年）
- ラヂオの女王（1935年）
- 歌ふ弥次喜多（1936年）
- ハリキリ・ボーイ（1937年）
- 日本女性読本（1937年）
- 忠臣蔵 前篇（1939年）
- 忠臣蔵 後篇（1939年）
- ロッパの子守唄（1939年）
- エンタツ、アチャコの新婚お化け屋敷（1939年）
- ロッパの新婚旅行（1940年）
- 孫悟空 前篇（1940年）
- 孫悟空 後篇（1940年）
- エノケン・虎造の春風千里（1941年）
- 婦系図（1942年）
- 続婦系図（1942年）
- 新馬鹿時代 前篇（1947年）
- 新馬鹿時代 後篇（1947年）
- 蝶々失踪事件（1947年）
- 山猫令嬢（1948年）
- 親馬鹿大将（1948年）
- 母（1948年）
- 母紅梅（1949年）
- 母三人（1949年）
- 母恋星（1949年）
- 流れる星は生きている（1949年）
- 母燈台（1949年）
- 母椿（1950年）
- 拳銃の前に立つ母（1950年）
- 姉妹星（1950年）
- 宮城広場（1951年）
- 母月夜（1951年）
- 母千鳥（1951年）
- 母人形（1951年）
- 瞼の母（1952年）
- 呼子星（1952年）
- 母山彦（1952年）
- 母子鶴（1952年）
- 二つの処女線（1952年）
- 巣鴨の母（1952年）
- 母の瞳（1953年）
- 総理大臣の恋文（1953年）
- 夜の終り（1953年）
- 母波（1953年）
- 胡椒息子（1953年）
- 黒豹（1953年）
- 母の湖（1953年）
- この恋五千万円（1954年）
- 四人の母（1954年）
- 落語長屋は花ざかり（1954年）
- 母時鳥（1954年）
- 伊達騒動 母御殿（1954年）
- 母千草（1954年）
- 薔薇いくたびか（1955年）
- 母の曲（1955年）
- つばくろ笠（1955年）
- 五十円横町（1955年）
- 母笛子笛（1955年）
- 母ふたり（1955年）
- 赤線地帯（1956年）
- 母を求める子等（1956年）
- スタジオは大騒ぎ（1956年）
- 逢いぞめ笠（1956年）
- 月形半平太 花の巻 嵐の巻（1956年）
- 新・平家物語 静と義経（1956年）
- 母白雪（1956年）
- 君を愛す（1956年）
- スタジオはてんやわんや（1957年）
- 大阪物語（1957年）
- 源氏物語 浮舟（1957年）
- くちづけ（1957年）
- 母（1958年）
- 忠臣蔵（1958年）
- 白いジープのパトロール（1958年）
- 風流温泉日記（1958年）
- 母の旅路（1958年）
- 裸の大将（1958年）
- 四谷怪談（1959年）
- ハワイ・ミッドウェイ大海空戦 太平洋の嵐（1960年） - サト[4]
- 娘・妻・母（1960年）
- 夜の流れ（1960年）
- がめつい奴（1960年）
- サザエさんシリーズ
  - サザエさんとエプロンおばさん（1960年）
  - 福の神 サザエさん一家（1961年）
- 銀座っ子物語（1961年）
- 女家族（1961年）
- 女の座（1962年）
- 如何なる星の下に（1962年）
- 京子の初恋 八十八夜の月（1962年）
- 丼池（1963年）
- 乱れる（1964年）
- 廓育ち（1964年）
- こゝから始まる（1965年）
- 陽のあたる坂道（1967年）
- 佐々木小次郎（1967年）
- あゝ同期の桜（1967年）
- 人妻椿（1967年）
- 人間魚雷 あゝ回天特別攻撃隊（1968年）
- 兄弟仁義 逆縁の盃（1968年）
- ごろつき（1968年）
- 黒部の太陽（1968年）
- 大奥絵巻（1968年）
- 日本暗殺秘録（1969年）
- 女渡世人 おたの申します（1971年）
- まむしの兄弟 刑務所暮し四年半（1973年）
- 現代任侠史（1973年）
- 三婆（1974年）
- 横浜暗黒街 マシンガンの竜（1976年）
- 子どものころ戦争があった（1981年）

### テレビドラマ
- 母と子（1959年、ラジオ東京テレビ）
- サンヨーテレビ劇場（ラジオ東京テレビ）
  - 山崎豊子短編集「船場狂い」（1959年）
- 貧乏さん（1959年、ラジオ東京テレビ）
- 御寮人さん（1960年、関西テレビ）
- 立ちんぼ（1961年、関西テレビ）
- 近鉄金曜劇場（朝日放送）
  - 正塚の婆さん（1963年、TBSテレビ）
  - 愛とこころのシリーズ 雪静かに（1966年）
- 東芝日曜劇場（TBSテレビ）
  - 女と足袋（1964年）
  - 王子の結婚（1966年）
  - 波の影（1973年、北海道放送）
  - 新選組 (テレビドラマ)（1973年）　
  - 庖丁姉妹（1976年、毎日放送）
  - 冬の桜（1978年、毎日放送）
  - 不断草（1980年）
  - 京おんな・祇園ざくら（1980年、毎日放送）
- 大奥（1968年、関西テレビ） - 春日局
- あゝ忠臣蔵（1969年、関西テレビ） - さい
- 大坂城の女（1970年、関西テレビ）- 北政所（寧々）
- 水戸黄門 第2部（1970年、TBSテレビ） - 佐々木静枝
- 宮本武蔵（1970年、NETテレビ）
- ザ・ガードマン 第338話「負けられないわ!嫁と姑 女の戦争」（1971年、TBSテレビ）
- 木枯し紋次郎 第1話「川留めの水は濁った」（1972年、フジテレビ）
- 長谷川伸シリーズ / 沓掛時次郎（1972年、NETテレビ） - おろく
- おこれ!男だ　第19話｢塾にお婆ちゃんが戦争を持ってきた!!｣(1973年、日本テレビ)　-　冬川京子(実は夏山とめ子)
- 蕁麻の家（1977年、東京12チャンネル）
- 浮浪雲（1978年、テレビ朝日）
- 土曜ワイド劇場 / 家庭の秘密 乱れる（1978年、テレビ朝日）
- 連続テレビ小説 / 鮎のうた（1979年、NHK）
- 木曜ゴールデンドラマ / 丼池、色・欲・女のたたかい（1980年、読売テレビ）
- 和宮様御留 （1981年 フジテレビ）-　勝光院役

### 舞台
- がめつい奴（1959年）